# My Demons
«My Demons» —en español: «Mis Demonios»— es una canción rock de la banda estadounidense Starset. La canción fue grabada originalmente por la banda para su primer álbum de estudio, Transmissions, donde aparece como la séptima pista del álbum y sirve como el primer sencillo, el cual fue publicado el 1 de agosto de 2013 como una descarga digital.
Inicialmente lanzado en 2013, alcanzó el número 5 en la lista Billboard Mainstream Rock Songs en 2014.

## Composición y temas
La canción ha sido descrita como una canción vanguardista, hard rock con "bulliciosa" guitarra y bajo y un " estribillo pegadizo ". AllMusic describió la canción como un "estilo dramático ... elementos electrónicos, cuerdas, heavy -rock alternativo y muestras más misteriosas que una temporada completa de X-Files".
Dustin Bates describió la premisa lírica de las canciones como "el superhéroe protagonista oprimido gana poder del interés amoroso", similar a algo visto en las películas de Iron Man de 2008 y entre Tony Stark y Pepper Potts. Por el contrario, el video musical de la canción fue inspirado e influenciado por una cuenta sobre la que Bates había leído sobre Nikola Tesla, en la que Tesla afirma que encontró una señal extraterrestre en 1901. Fue dirigida por Denver Cavins.

## Recepción
La canción había acumulado más de 73 000 descargas a partir de septiembre de 2014. Fuera de las listas de música tradicional, la revista Billboard también señaló específicamente su fuerte desempeño en sitios web de transmisión de música. La canción como una canción especialmente exitosa en Youtube, con la canción que recibió 285,4 millones de visitas entre septiembre de 2014 y noviembre de 2016.
Para el contexto, Billboard notó que los videos más vistos de otras dos bandas de rock modernas extremadamente populares, "Uprising" de Muse y "The Pretender" de Foo Fighters, solo tenían 81 millones y 143 millones de visitas, respectivamente. También se observó el rendimiento de la canción en Spotify, que recibió más de 30 millones de transmisiones a partir de abril de 2017.

## Descarga digital
Todas las canciones escritas y compuestas por Starset. 
| N.º | Título      | Duración |  |
| 1.  | «My Demons» | 4:48     |  |

## Posicionamiento en lista
| Lista (2014)                   | Posiciones |
| ------------------------------ | ---------- |
| US Mainstream Rock (Billboard) | 5          |

## Personal
- Dustin Bates - voces principales, guitarras
- Brock Richards - guitarra principal
- Ron DeChant - bajo
- Adam Gilbert - batería